# Kamničan (tednik)
Kamničan je bila tedenska priloga časnika Naš list.
Kamničan je izhajal kot časopisna priloga časnika Naš list. Naš list je bil neodvisno politično glasilo za Slovence in je izhajal od 7. januarja 1905 do 26. junija 1909. Poleg Kamničana je v Našem listu izhajala tudi priloga Slovenska gospodinja. Priloga Kamničan je izhajala vsako soboto nekoliko krajše obdobje kot Naš list, in sicer od 10. junija 1905 do 28. december 1907. Naročniki Našega lista so prilogo dobivali brezplačno. Izdajatelj in odgovorni urednik Kamničana je bil Hinko Sax, tiskala ga je tiskarna Antona Slatnarja.
V tem kratkem obdobju je Kamničan izhajal nepretrgano brez prekinitev. Kasneje je izšel le ob pomembnejših dogodkih v Kamniku: 7. novembra 1919 ob proslavi 50-letnice obstoja Narodne čitalnice v Kamniku, 20. julija 1935 ob obrtni razstavi za srez Kamnik, zadnji Kamničan pa je izšel ponovno ob počastitvi 70-letnice Narodne čitalnice 16. julija 1939.
Avtorji novic in člankov v dveh letih izhajanja Kamničana so neimenovani, s precejšno gotovostjo pa se predpostavlja, da je velik del napisanega plod urednika Hinka Saxa.
Matična knjižnica Kamnik je s sredstvi Ministrstva za kulturo izvedlo projekt digitalizacije Kamničana, ki je tako sedaj dostopen tudi širši javnosti.